# Pico Turbina
Dieser Artikel wurde wegen inhaltlicher Mängel auf der Qualitätssicherungsseite des Portals Geowissenschaften eingetragen. Dies geschieht, um die Qualität der Artikel im Themengebiet Geowissenschaften zu steigern. Bitte hilf mit, die Mängel zu beseitigen, oder beteilige dich an der Diskussion. (+)
Der Turbina oder auch Pico Turbina oder Cerro de Turbina ist der höchste Berg der Sierra de Cuera, eines Höhenzugs südlich der Ortschaft Llanes in Asturien in Spanien. Er ist 1315 Meter hoch.